# Federazione pallavolistica della Lituania
La Federazione lituana di pallavolo (lit. Lietuvos Tinklinio Federacija, LTF) è un'organizzazione fondata per governare la pratica della pallavolo in Lituania.
Organizza il campionato maschile e femminile, e pone sotto la propria egida la nazionale maschile e femminile.
Ha aderito alla FIVB nel 1991.